# Guajataca (Quebradillas)
Guajataca es un barrio ubicado en el municipio de Quebradillas en el estado libre asociado de Puerto Rico. En el Censo de 2010 tenía una población de 1611 habitantes y una densidad poblacional de 189,75 personas por km².

## Geografía
Guajataca se encuentra ubicado en las coordenadas 18°23′25″N 66°54′34″O / 18.39028, -66.90944. Según la Oficina del Censo de los Estados Unidos, Guajataca tiene una superficie total de 8.49 km², de la cual 7.47 km² corresponden a tierra firme y (11.99%) 1.02 km² es agua.

## Demografía
Según el censo de 2010, había 1611 personas residiendo en Guajataca. La densidad de población era de 189,75 hab./km². De los 1611 habitantes, Guajataca estaba compuesto por el 91.37% blancos, el 2.48% eran afroamericanos, el 0.06% eran asiáticos, el 3.72% eran de otras razas y el 2.36% pertenecían a dos o más razas. Del total de la población el 99.94% eran hispanos o latinos de cualquier raza.